# 장진형
장진형(1990년 3월 10일 ~ )은 대한민국의 전직 카트라이더 프로게이머이다. 은퇴 이후 지도자로 활동한 적이 있다.

## 수상 경력
- 2007 제 5차 SK1682 카트라이더 리그 본선진출
- 2008 제 8차 아프리카 카트라이더 리그 3위
- 2008 제 9차 버디버디 카트라이더 리그 준우승
- 2008 K-SWISS 카트라이더 팀배틀 챔피언십 우승
- 2009 G마켓 카트라이더 길드 챔피언십 우승
- 2012 제 16차 넥슨 카트라이더 리그 준우승 (오존 레이지)
- 2014 넥슨 카트라이더 리그 시즌제로 3위 (E-Rain)
- 2014 넥슨 카트라이더 리그 배틀로얄 3위 (서한-퍼플모터스포트)
- 2015 넥슨 카트라이더 리그 에볼루션 준우승 (쏠라이트-인디고)
- 2015 넥슨 카트라이더 리그 버닝타임 본선진출 (R&Ders)

## 같이 보기
- 카트라이더 리그